# Polypedates colletti
Polypedates colletti es una especie de anfibios que habita en Indonesia, Malasia, Tailandia y, posiblemente, también en Brunéi. 
Esta especie se encuentra en peligro de extinción por la pérdida de su hábitat natural.